# Hélène Gordon-Lazareff
Hélène Lazareff /született Helen Gordon/ (Rosztov-na-Donu, 1909. szeptember 21. – Le Lavandou, 1988. február 16.) Pierre Lazareff felesége, az Elle női magazin társalapítója.

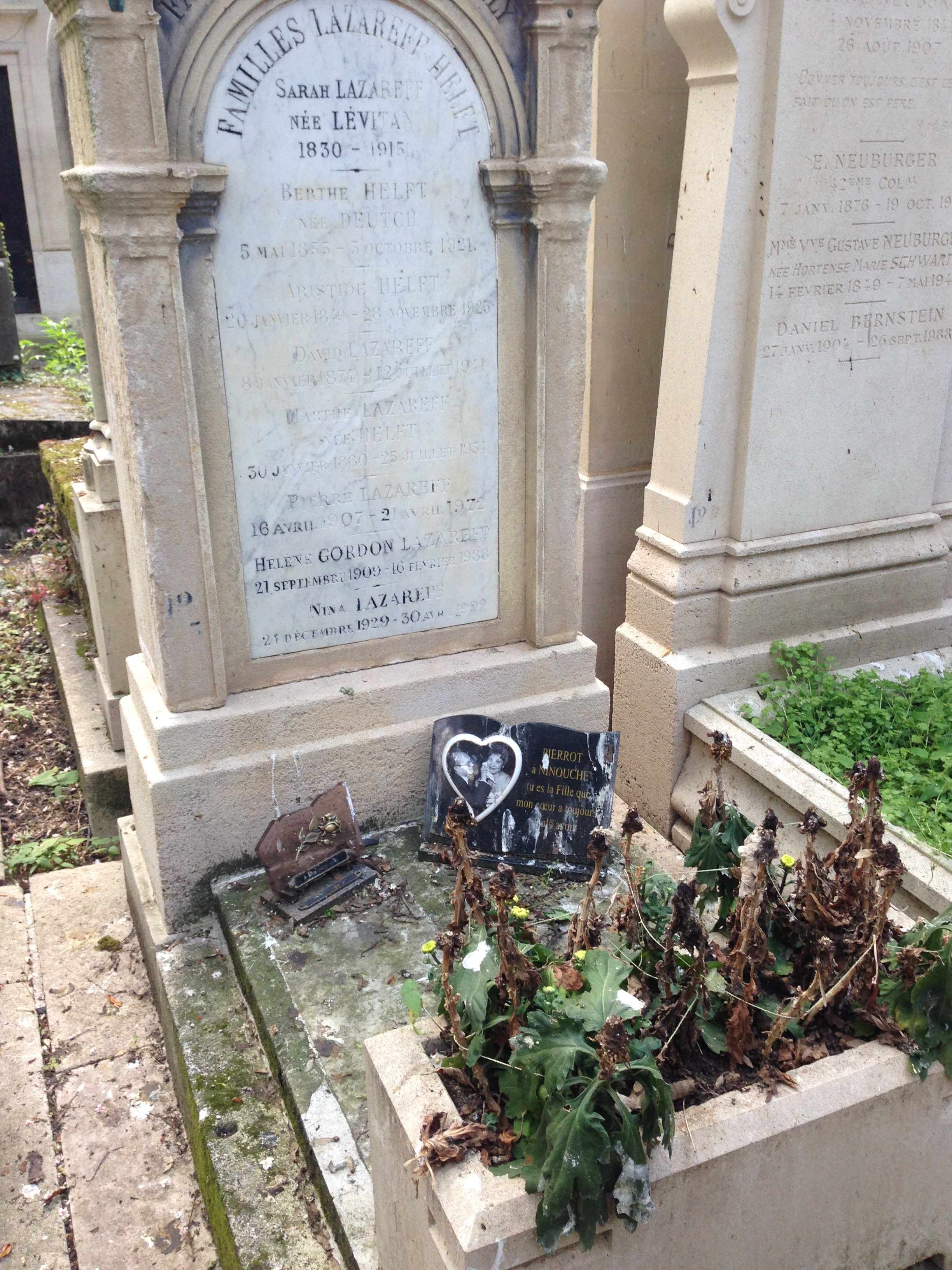
A Lazareff család sírja a Père-Lachaise temetőben

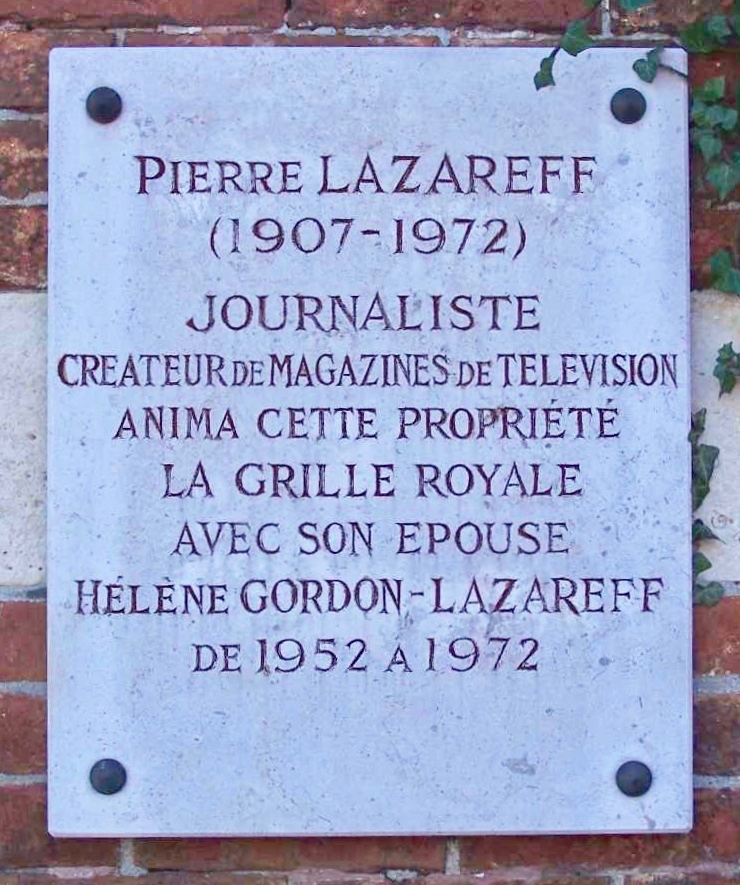
Emléktáblájuk Louveciennes-ben

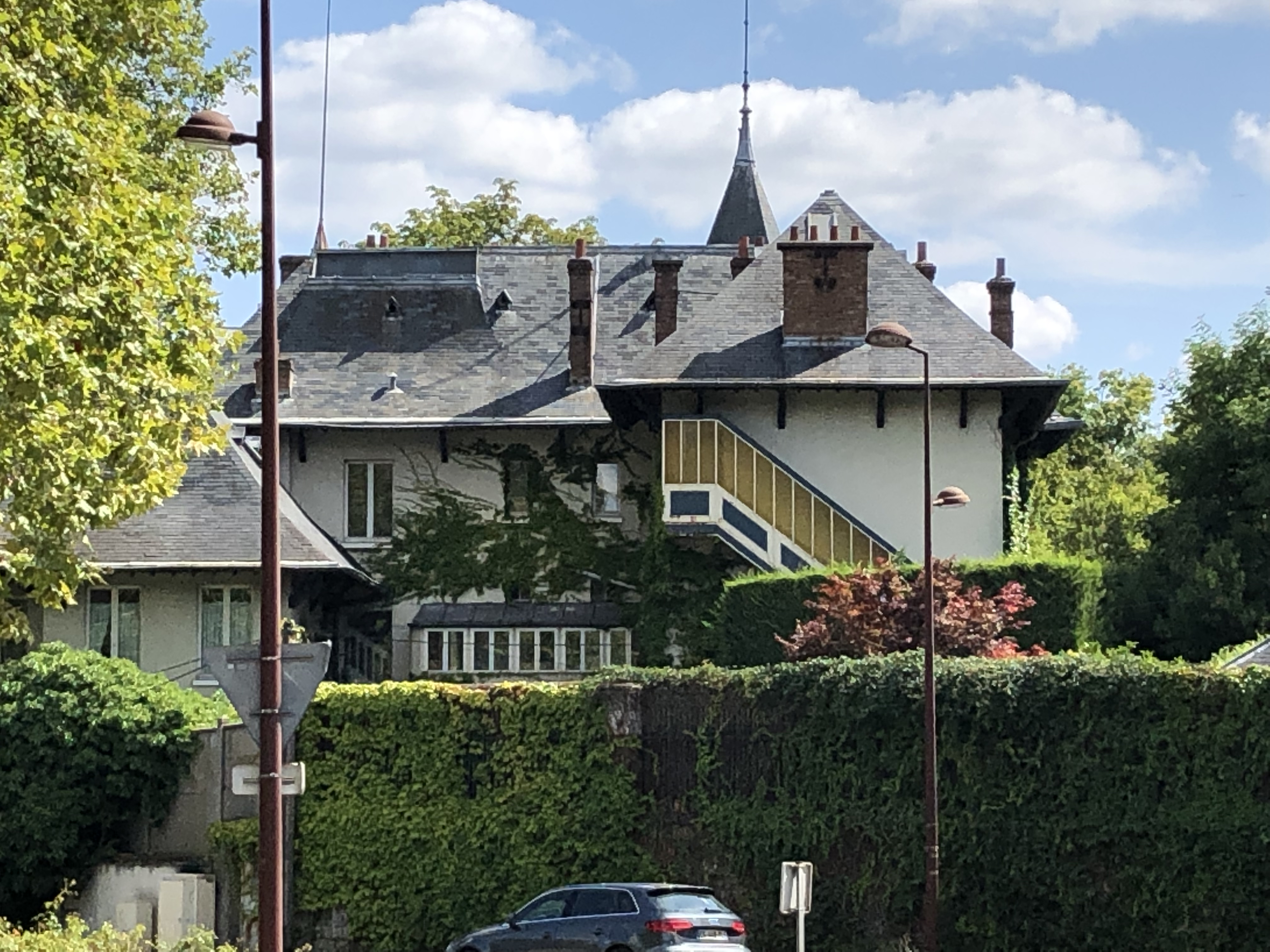
A „La Pelouse” nevű Lazareff családi ház Louveciennes-ben

## Életpályája
Gazdag orosz zsidó családból származott. Apja Borisz Gordon a dohányiparban iparmágnás, anyja Lea Szkomorovszki (Skomorovsy). Az 1917-es októberi orosz forradalom után a család először Törökországba, majd Franciaországba menekült. Hélène kitűnő tanuló volt a IV. Henrik Líceumban, franciául, angolul, oroszul és németül olvasott. A társasági életet élő, önálló fiatal lány 1929-ben, 19 éves korában feleségül ment Paul Raudniz kutatóhoz, akitől 1932-ben elvált. Ezután iratkozott be a Sorbonne-ra, antropológia szakra.  Etnográfiai tanulmányai végeztével a Musée de l'Homme-ban dolgozott, majd a Marcel Griaule által 1933-tól szervezett antropológiai kutatóútra Észak-Afrikába utazott, hogy az egyik utolsó primitív törzs, a dogonok életét tanulmányozza. 1936-ban tért vissza, s az expedíciós társaság dia-estjein megismerkedett Jean Prouvost-tal. Ekkor döntötte el azt is, hogy újságíró lesz.
Újságírói pályája a Paris-Soir gyermekrovatában kezdődött, mely ekkor Jean Prouvost tulajdonában volt, majd az ugyancsak utóbbi által alapított Marie-Claire-nél volt állásban. 
Hélène Gordon 1939-ben ismét férjhez ment. Második férjétől, Pierre Lazarefftől már volt egy 1929-ben született, Nina (1929–1999) nevű leánya. Szabad házasságban éltek.
A második világháború alatt a Lazareff család New Yorkba menekült, ahol az amerikai újságírás területén helyezkedtek el. Hélène Lazareff a Harper's Bazaar és a Vogue, majd a The New York Times női oldalának munkatársaként dolgozott. Amikor 1945-ben visszatértek Franciaországba, Pierre Lazareff megalapította a France-Soir-t, míg Hélène Marcelle Auclair-rel társulva az Elle című folyóiratot alapította meg, amelynek első száma 1945. november 21-én jelent meg.
1973-ban, egy évvel Pierre Lazareff halála után, Hélène kezdődő Alzheimer-kórja miatt kilépett az Elle vezetőségéből és Le Lavandou-ba vonult vissza. Itt hunyt el 1988. február 16-án, 78 éves korában. 
A Lazareff család sírjába helyezték végső nyugalomba, mely a Père-Lachaise temetőben található.
Denise Dubois-Jallais, aki szintén az Elle újságírója volt, és akit Hélène Lazareff fedezett fel és képzett ki, „La Tzarine” címen 1984-ben megjelentette életrajzát.
2009-ben jelent meg Delassein Sophie: „Les dimanches de Louveciennes - Chez Hélène et Pierre Lazareff” címmel írt könyve, mely a házaspár Louveciennes-i „La Pelouse” nevű, normann stílusú családi házában zajló életről és a neves vasárnapi ebédvendégeikről szól.

## Fordítás
- Ez a szócikk részben vagy egészben  a   Hélène Lazareff című francia Wikipédia-szócikk ezen változatának fordításán alapul.  Az eredeti cikk szerkesztőit annak laptörténete sorolja fel. Ez a jelzés csupán a megfogalmazás eredetét és a szerzői jogokat jelzi, nem szolgál a cikkben szereplő információk forrásmegjelöléseként.